# Gerda Taro
Gerda Taro, de nom de naixement Gerta Pohorylle (Stuttgart, Alemanya, 1 d'agost del 1910 - El Escorial, 26 de juliol del 1937), va ser fotògrafa de guerra i una de les dues persones que trobem sota el pseudònim Robert Capa, juntament amb el qui fou seu company sentimental, Endre Friedmann. Sota aquest pseudònim, Taro i Friedmann cobriren com a corresponsals la Guerra Civil espanyola, fins que ella va morir en un accident en la retirada de les tropes republicanes durant la batalla de Brunete.
| «                                     | Mereceríais ahora, pequeña Gerda Taro y Robert Capa, un recuerdo visible en cualquier campo de batalla de entonces o en el tronco de cualquier pino de la sierra, para que sintiéramos ondear, aunque invisible, aquella pobre bandera tricolor que combatía por la paz mientras era atacada por los de la guerra. | » |
| — Rafael Alberti, La arboleda perdida | |   |

## Biografia
Gerta Pohorylle era filla de jueus polonesos originaris de la regió de la Galítsia. A pesar dels seus orígens burgesos, des de molt jove va entrar a formar part de moviments socialistes i obrers. Per això, amb l'arribada dels nazis al poder, i després d'haver sofert una detenció, va decidir fugir amb una amiga a París. Allí va conèixer per casualitat Endre Friedmann, un jueu hongarès que intentava guanyar-se la vida com a fotògraf. Gerda i Endre es van fer nuvis, i Endre va ensenyar a Gerda els seus coneixements de fotografia.

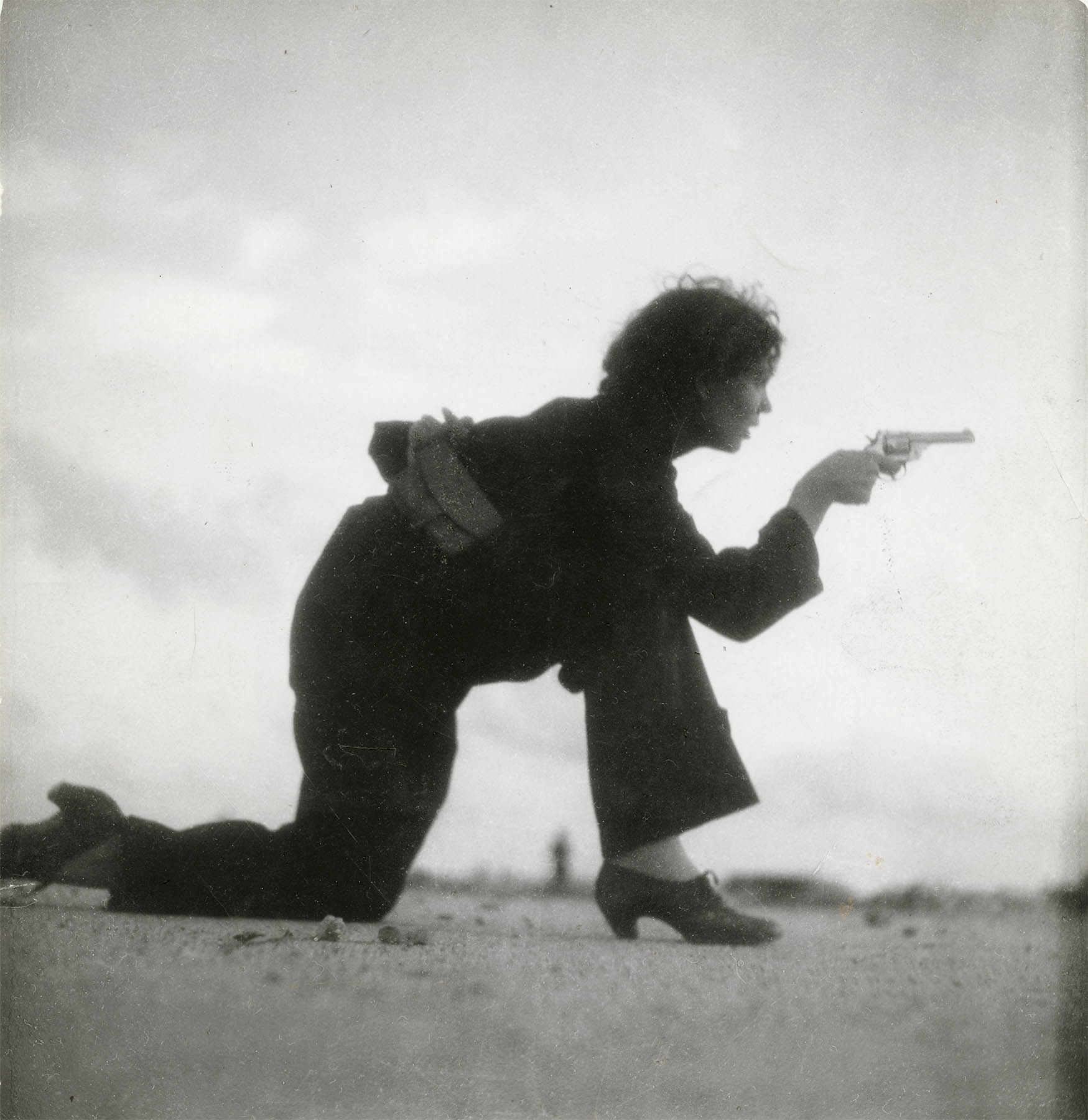
Soldada republicana a Barcelona. Potser la fotografia més popular de Gerda Taro durant la Guerra Civil espanyola: la miliciana practicant el tir amb sabates de mudar, a la platja del Somorrostro.

Com que no els anaven bé les coses i no rebien encàrrecs, se'ls va ocórrer una curiosa idea. Inventaren un personatge de nom Robert Capa, que suposadament era un reputat fotògraf arribat dels Estats Units per a treballar a Europa. Com que era tan famós, venia les seves fotos a través dels seus representants: Friedmann i Pohorylle, al triple del preu que un fotògraf francès. Aquest truc funcionà perfectament i al cap de poc reberen munts d'encàrrecs i per fi guanyaren diners. El 1936 començà la Guerra Civil espanyola, que marcaria decisivament la parella. Es traslladaren a Espanya per cobrir el conflicte, per encàrrec de la revista Vu.
Van ser testimonis de diferents episodis de la guerra, i realitzaren reportatges que després eren publicats en revistes com Regards o Vu. Al principi, la marca "Capa" era utilitzada indistintament per ambdós, però després es va produir un cert distanciament entre ells i Endre Friedmann es va quedar amb el nom de "Robert Capa".
Del treball de Gerda en solitari destaca el seu reportatge de la primera fase de la batalla de Brunete on va ser testimoni del triomf republicà. Les seves fotos destaquen per la proximitat de la seva feina a la primera línia de foc, compartint el risc del combat amb els soldats republicans, entre els que era coneguda com la pequeña rubia.

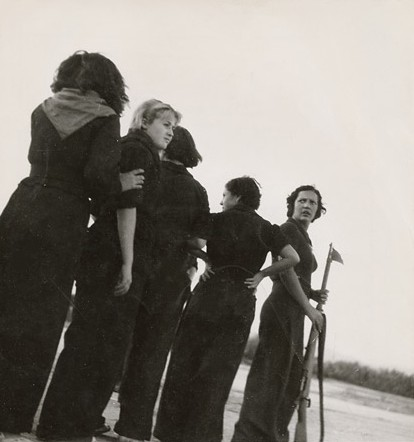
Milicianes el 1936, de Gerda Taro

Aquest reportatge va ser publicat a Regards el 22 de juliol de 1937 i va donar a Gerda un gran prestigi. No obstant això, poc després les tropes franquistes iniciarien un ferotge contraatac, i Gerda va decidir de tornar al front de batalla de Brunete. Allí, Gerda va ser testimoni dels salvatges bombardejos de l'aviació del bàndol nacional i va realitzar moltes fotografies, posant en risc la seva vida. En aquell infern van morir milers de republicans i va acabar amb la derrota de les forces republicanes.

## Mort
Gerda Taro va perdre la vida en un accident tornant del front de batalla a Brunete. Va ser quan va pujar a l'estrep del cotxe del General Walter (comandant de la XIV Brigada Internacional). De cop, uns avions enemics que volaven a baixa altura van provocar el pànic i la confusió en el comboi i Gerda va caure de l'estrep del cotxe. Mentre jeia a terra, un tanc T-26 rus de l'exèrcit republicà que anava marxa enrere i dirigit per Aníbal González, la va atropellar. Malferida, literalment esventrada, fou traslladada urgentment a l'Hospital El Goloso de l'Escorial, on va morir poques hores després, el 26 de juliol de 1937, amb 26 anys.
El seu cos va ser traslladat a París, on va rebre tots els honors d'una heroïna republicana. Fou la primera dona fotògrafa morta en un conflicte bèl·lic.
Gerda Taro reposa al cementiri del Père-Lachaise, de París, a la divisió 97. El seu enterrament l'1 d'agost del 1937, en presència de milers de persones, va esdevenir una manifestació antifeixista. L'elogi fúnebre fou pronunciat per Pablo Neruda i Louis Aragon.